# Bidston cum Ford
Bidston cum Ford var en civil parish fram till 1933 då den blev en del av Birkenhead St Mary och Wallasey, i grevskapet Cheshire (nu Merseyside), i England. Denna civil parish hade 506 invånare år 1931.